# Імператор Карл V з собакою
«Імператор Карл V з собакою» (ісп. El emperador Carlos V con un perro) — картина венеціанського живописця Тіціана. Створена у 1533 році. Зберігається у Музеї Прадо в Мадриді (інв. ном. P409).

## Історія створення

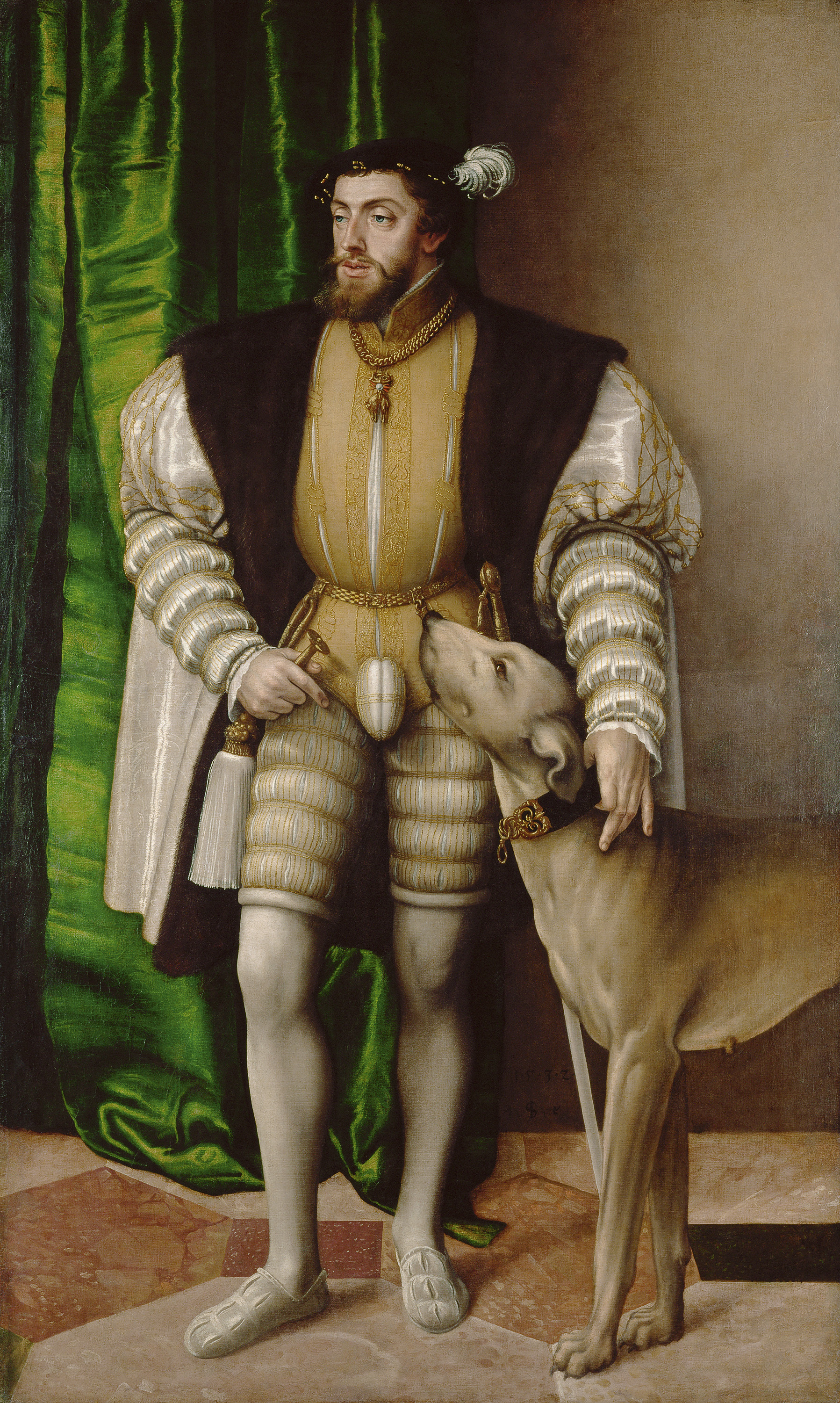
Картина Якоба Зайзеннегера

У 1529 році стосунки, які склалися між Тіціаном і герцогом Федеріко Гонзага, отримала подальший розвиток, і Гонзага взяв художника в Парму, аби Тіціан написав портрет Карла V, імператора Священної Римської імперії. Наступного року папі Клименту VII належало коронувати імператора в Болоньї. Завдяки цьому акту панування Габсбургів в Італії отримувало офіційне підтвердження, і після міжусобиць і потрясінь, викликаних франко-іспанським суперництвом, в країні починався відносно спокійний період життя. Під час першої зустрічі Карл відмовився від пропозиції Тіціана, але в 1532 році, вирушивши на другу зустріч з папою римським, імператор зробив зупинку у Мантуї і за порадою Федеріко викликав Тіціана з Венеції.
Перший написаний Тіціаном портрет, де Карла у бойових обладунках зображено в три чверті зросту, не зберігся. Це був великий успіх художника, який приніс йому титул графа Палатинського і звання кавалера Ордену Золотої шпори. Подібні монарші милості, жалувані простому художнику, яким би знаменитим він не був, були рідкісною подією, особливо, якщо врахувати, що Тіціан і імператор ледь були знайомі один з одним. Важко припустити, що Карл не хотів використати видного громадянина Венеції як джерело інформації з питань дещо іншим, ніж питання мистецтва. Виникає враження, що їхні стосунки будувалися на чомусь змістовнішому, на якійсь глибокій взаємній повазі, і це відмічалось їхніми сучасниками.
Другий портрет імператора, на якому він зображений у повний зріст з собакою, значною мірою відчуває на собі вплив віденського художника Якоба Зайзенеггера (1505—1567).

## Опис
Судячи з усього, схожість цього портрету з роботою Зайзенегера було за бажанням самого Карла, але художник зробив значні зміни у свою версію запропонованої моделі. Тіціан не тільки додав благородства обличчю портретованого, піднявши йому повіки й прояснивши цим погляд, але також і стилізував його фігуру. Імператор поміщений на передньому плані в просторі великої ширини та глибини, зображений ніби у вигляді знизу, що надає його фігурі особливу монументальність, а вміле використання кольору повертає співмірність і самому портретованому, і слухняній собаці, яка його супроводжує.
Не дивно, що цей портрет вважався однією з найкращих робіт художника в цьому жанрі й зіграв важливу роль у подальшому розвитку жанру державного портрета.